# Jesper Swedberg

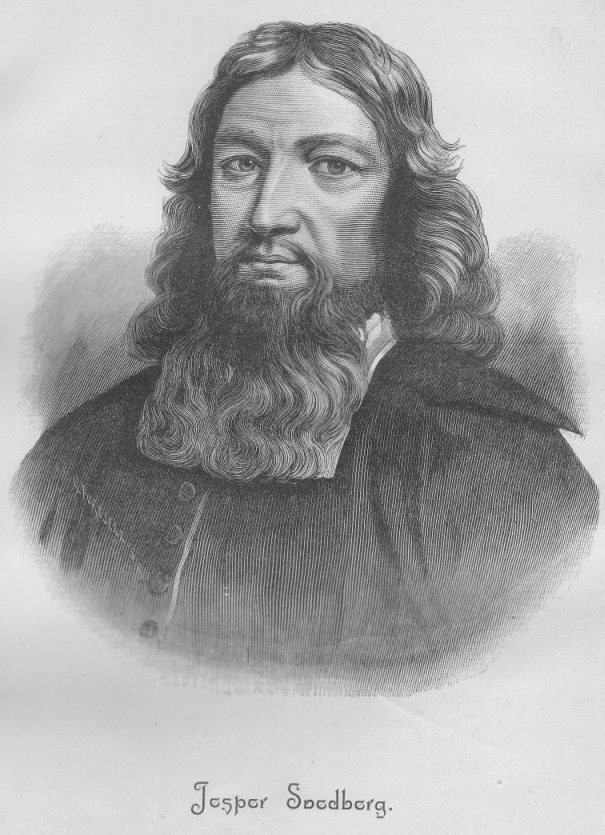
Jesper Swedberg, Kupferstich von G. Fahlcrantz.

Jesper Swedberg (auch Svedberg; * 28. August 1653 in der Nähe von Falun; † 26. Juli 1735 in Brunsbo bei Skara) war ein schwedischer lutherischer Theologe (zuletzt Bischof). Bekannt ist er auch als der Vater von Emanuel Swedenborg.

## Leben
Swedberg, Sohn von Daniel Isaksson Stierna (1610–1680) und seiner Frau Anna Petersdotter Bullernaesia, studierte ab 1666 an der Universität Uppsala, ab 1669 an der Universität Lund. 1674 kehrte er nach Uppsala zurück und erwarb 1682 den philosophischen Magistergrad. Nach seiner Ordination trat er 1684 einen Dienst als Pastor bei einem Kavallerieregiment in Stockholm an, unterbrach ihn aber gleich wieder für eine längere Auslandsreise, die ihn durch England (längerer Aufenthalt bei John Fell, Bischof von Oxford), Frankreich, Deutschland (vor allem Hebräischstudium bei Esdras Edzard in Hamburg) und die Niederlande führte. Bald nach der Rückkehr wurde er 1690 auf persönliche Veranlassung von König Karl XI., der ihn auch als außerordentlichen Hofprediger einsetzte, zum Pfarrer und Propst in Vingåker ernannt, musste aber zunächst gemeinsam mit Erik Benzelius d. Ä. und Israel Kolmodin an der Revision des schwedischen Gesangbuches und der Bibelübersetzung arbeiten. Die Revision der Bibelübersetzung wurde aber von der Mehrheit der Bischöfe abgelehnt und erst 1703 in neuer Bearbeitung veröffentlicht. Auch das von Swedberg 1694 herausgegebene Gesangbuch wurde wegen vorgeblicher Heterodoxien nicht anerkannt und erst 1695 in verkürzter Form zum offiziellen Gesangbuch der Schwedischen Kirche erklärt. Von Swedberg waren dort gut 30 Dichtungen und Übersetzungen enthalten, von denen sich noch sechs im aktuellen schwedischen Gesangbuch von 1986 finden.
Schon nach wenigen Wochen im Pfarramt wurde Swedberg 1692 als Professor an die Universität Uppsala berufen, wo er sofort das Amt des Rektors übernahm. 1694 rückte er zum ersten Theologieprofessor und Dompropst auf. Eine besondere Aufgabe war die Organisation der kirchlichen Versorgung für die schwedischen Siedler im ehemaligen Neuschweden am Unterlauf des Delaware River, die er ab 1696 wahrnahm. 1710 kam auch die schwedische Gemeinde in London, 1712 die in Portugal dazu. 1693 nahm Swedberg erstmals als Mitglied des Pfarrerstandes an einem Reichstag teil.
1702 wurde Swedberg zum Bischof von Skara ernannt und trat 1703 sein Amt an. Die Universität Uppsala promovierte ihn 1705 zum Doctor theologiae. Neben der Verwaltung seines Bistums veröffentlichte Swedberg weiterhin viele wissenschaftliche und popuärtheologische Werke, unter anderem Postillen und eine Katechismuserklärung, aber auch Arbeiten zur schwedischen Sprache (Schibboleth. Swenska Språkets Rycht och Richtighet, 1716; En kortt Swensk „Grammatica“, 1722). Seine Autobiographie wurde erst im 20. Jahrhundert gedruckt, sein schwedisches Wörterbuch erst im 21. Jahrhundert.
Swedberg war in der die schwedische Kirche prägenden Lutherischen Orthodoxie verwurzelt, nahm aber auch Impulse aus dem Pietismus auf. Besonders Johann Arndt und Christian Scriver schätzte er. An der Verfolgung der schwedischen Pietisten beteiligte er sich im Gegensatz zu seinen Bischofskollegen nicht, sondern besuchte sogar 1723 ein Konventikel in Stockholm. Beim Reichstag von 1719 war er der einzige im Pfarrerstand, der sich für eine Ausweitung der Religionsfreiheit einsetzte.

## Familie
Swedberg war dreimal verheiratet. Aus der ersten Ehe, die er 1683 mit Sara Behm schloss, stammen u. a. Emanuel Swedenborg (1688–1772) sowie die Tochter Anna (1686–1765), die 1703 Erik Benzelius d. J. heiratete, den Sohn des Erzbischofs Erik Benzelius d. Ä., der später selbst Erzbischof wurde. Auch die Tochter Hedvig (1690–1728) heiratete einen Sohn von Erik Benzelius d. Ä., den Bergwerksbeamten Lars Benzelstierna (1680–1755).
Die zweite Ehe schloss Swedberg 1697 mit Sara Bergia, die dritte 1720 mit Kristina Arrhusia. 1719 wurden seine Kinder aufgrund seiner Verdienste in den erblichen Adel aufgenommen und führten seitdem den Namen Swedenborg.